# 基安蒂地区拉达
基安蒂地区拉达（義大利語：Radda in Chianti），或纯音译作拉达-因基安蒂，是意大利托斯卡纳大区锡耶纳省的一个市镇。总面积80平方公里，人口1693人，人口密度21.2人/平方公里（2009年）。ISTAT代码为052023。